# Make My Video
Make My Video ist eine Videospielserie, die 1992 von Digital Pictures für Sega Mega-CD produziert wurde und aus drei offiziellen FMV-Spielen und einem inoffiziellen Titel besteht. Die Spielereihe war für Digital Pictures ein Flop.

## Entstehungsgeschichte
Die Spieleserie beginnt eigentlich mit dem Videospiel Power Factory Featuring C+C Music Factory aus dem Jahr 1992, in der die Musikgruppe C+C Music Factory auftritt und die von den Spielern erstellten Musikvideos kommentieren. Hieraus entstand die Idee eine Videospielreihe zu machen, die ebenfalls im Jahr 1992 im Copy and Paste-Verfahren veröffentlicht wurden.

## Spielprinzip
Der Spieler wird in dem Spiel darum gebeten ein Musikvideo zu produzieren in dem gewisse Szenen oder Effekte vorhanden sein müssen. Er hat pro Spiel die Möglichkeit aus drei verschiedenen Liedern zu wählen, diese sollen nach den Wünschen von gewissen Darstellern wie einem Boxer oder den Eltern der Hauptdarsteller während des der Laufzeit des Liedes zusammengestellt werden.
Hierfür hat er die Auswahl zwischen drei verschiedenen Szenen, die unterhalb des Hauptvideos ablaufen und mit den Tasten A, B oder C ausgewählt werden können. Daneben können Effekte wie Lyriks, Mixer oder die Tönung der Videos mit den Farben rot, grün und blau eingeschaltet werden. Die Szenen des Spiels stammen aus dem eigentlichen Musikvideo oder aus Public Domain-Filmen wie The Phantom of the Opera.

## Power Factory Featuring C+C Music Factory
Das erste Videospiel Power Factory Featuring C+C Music Factory war der Auslöser für die Videospielreihe, gehört aber nicht direkt zur Make-My-Video-Reihe. Die Videoszenen des Spiels entstanden unter der Regie von Chris Painter. Die Hauptdarsteller waren Phil LaMarr und Eugene Lamont Johnson.
Das Spiel spielte in der Power Factory in der Dwayne und Franklin arbeiten und am Fließband Musikvideos produzieren. Ihr Chef zwingt sie dazu täglich über 1.000 Musikvideos zu produzieren, der Spieler soll sie als neuer Mitarbeiter bei ihrer Arbeit unterstützen. Gelingt es dem Spieler nicht die Bedingungen zu erfüllen, werden Dwayne und Franklin für die Fehler bestraft oder David Cole und Robert Clivillés von C+C Music Factory bewerten die Videos miesgünstig.
Der Spieler hatte hier die Auswahl zwischen den Musikvideos Gonna Make You Sweat, Things That Make You Go Hmmm... und Here We Go Let's Rock & Roll.

## INXS: Make My Video
Das erste direkte Spiel der Make-My-Video-Reihe war INXS: Make My Video die Filmszenen sind unter der Regie von Ken Berris entstanden. Hauptdarstellerinnen dieses Spiels waren Allison Barron und Michelle Clunie. In diesem Videospiel stand Rockgruppe INXS im Mittelpunkt. Die Musikstücke Heaven Sent, Baby Don’t Cry und Not Enough Time stammen aus dem Album Welcome to Wherever You Are.
Dieses Spiel spielte in einer Kneipe in der Tiger und Joey Billard spielen und im Fernseher der Bar das neuste Musikvideo von INXS zu sehen ist. Die Besucher der Bar fordern den Spieler dazu auf ein besseres Musikvideo nach seinem Geschmack zu machen. Schafft der Spieler diese Aufgabe, kann er ein Belohnungsvideo betrachten ansonsten erhält einen bösen Kommentar der Besucher.

## Kris Kross: Make My Video
Kris Kross: Make My Video ist das zweite offizielle Spiel der Reihe. Die Filmszenen zeigen dieses Mal den Moderator Boyd Packer, der von Richard McGregor gespielt wird, in der Show Make My Video, der seine Zuschauer darum bittet, Ideen für ein neues Kris-Kross-Musikvideo zu liefern. Dabei redet er mit den Anrufern seiner Show und der Spieler muss schließlich wieder die Bedingungen des Zuschauers erfüllen, da ihm ansonsten eine schlechte Kritik droht. Regie für die Filmszenen führte wieder Chris Painter.
Zur Auswahl stehen dem Spieler folgende Titel: Jump, I Missed the Bus und Warm It Up.

## Marky Mark and the Funky Bunch: Make My Video
Marky Mark and the Funky Bunch: Make My Video ist das letzte Videospiel der Reihe. Hier stand die Musik von Marky Mark im Mittelpunkt. Die Filmszenen entstanden wiedermals unter der Regie von Ken Berris.
Dieses Mal standen die Geschwister Shauna (Devon Odessa) und Jimmy (Michael Bacall) im Mittelpunkt, die sich darüber streiten, ob Marky Mark ein Sexsymbol oder ein professioneller Musiker ist. Sie beauftragen den Spieler mit der Unterstützung von mehreren Nebencharakteren, ein neues Musikvideo für ihn zu erstellen.
Zur Auswahl stehen dem Spieler folgende Titel: Good Vibrations, I Need Money und You Gotta Believe.

## Kritiken
Das Spielemagazin Game Informer vergab beispielsweise dem Spiel Marky Mark and the Funky Bunch: Make My Video 0 von 10 Sternen. Für dieses Magazin war es die schlechteste Wertung für ein Videospiel. Auch andere Spielemagazine wie Sega-16 vergaben schlechte Wertungen.
Die gesamte Reihe wurde von dem Computerspielmagazin PC World auf den 8. Platz der schlechtesten Spiele aller Zeiten gekürt. Auch der Autor Seanbaby wählte das Spiel mit Kris Kross unter die Top 20 der schlechtesten Spiele aller Zeiten.